# فاسيلي سوكي
فاسيلي سوكي (بالرومانية: Vasile Suciu)‏ هو لاعب كرة قدم روماني في مركز حراسة المرمى، ولد في 21 أكتوبر 1942 في كلوج نابوكا في رومانيا، وتوفي بنفس المكان في 9 نوفمبر 2013. لعب مع ستيوا بوخارست.

## وصلات خارجية
- فاسيلي سوكي على موقع قاعدة بيانات كرة القدم.إي يو (الإنجليزية)
- فاسيلي سوكي على موقع ناشيونال فوتبول تيمز (الإنجليزية)
- فاسيلي سوكي على موقع عالم كرة القدم.نت (الإنجليزية)